# Нация доброй воли
На́ция до́брой во́ли (от нем. Willensnation) — государство, постоянно проживающие граждане которого добровольно и сознательно объединились в общность, имея при этом различное этническое происхождение. Создание нации доброй воли восходит к Эрнесту Ренану. В общественнонаучной литературе нация доброй воли является одним из трёх типов наций, наряду с нацией государства (см. национальное государство) и нацией культуры.

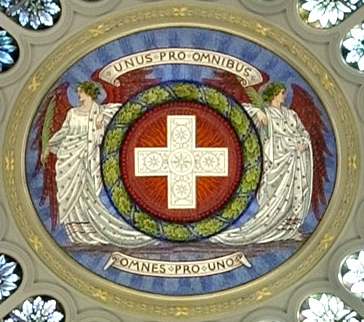
Здание бундестага (Берн): Один за всех, все за одного

## Основы формирования нации доброй воли
Нация доброй воли создаётся свободными людьми, которые, самоопределившись, объединились в нацию. Нация доброй воли не может быть создана государством, которое может лишь способствовать её образованию, но не путём укрепления силы центральной администрации, а поддерживая гражданское общество. Она возникает на основе доброй воли суверенных граждан «снизу вверх», когда они в значительной степени готовы взять на себя ответственность за общее благо и уважать право самоуправления и верховенство федеральной власти. Для развития такой политической культуры требуется долгое время. По этой причине многонациональные государства часто не рассматриваются как нации доброй воли, даже когда некоторые из них предпринимают шаги в этом направлении, как, например, Боливия, в 2009 г. провозгласившая себя «многонациональным государством».

### Международное право
Право народов на самоопределение закреплено в соответствующей статье 1 Устава Организации Объединённых Наций, в Международном пакте о гражданских и политических правах, Международном пакте об экономических, социальных и культурных правах, а также в некоторых резолюциях Генеральной ассамблеи ООН. Поэтому принцип территориальной целостности нации в этом контексте не является абсолютным. Однако право на самоопределение не в каждом случае имеет полную независимость от него. Международно-правовая норма Устава ООН устанавливает предохранительную стратегию во избежание вооружённых конфликтов: если часть населения одной нации хотела бы отделиться, это должно произойти мирным путём посредством референдума. В 2014 г. на референдуме о независимости Шотландии 55,3 процента участников высказалось против выхода из состава Великобритании.

### Чувство солидарности и общая воля
С социально-психологической точки зрения, развиваются связанные друг с другом «чувства единства и идентичности» (чувство солидарности). Но это не является признаком народа, который сплачивается при помощи общего языка и культуры. В нации доброй воли проживают этнически различные коренные группы людей, которые, однако, чувствуют себя принадлежащими к общей государственности и многонациональному государству. Такие страны также обозначаются как нации государства.
В основе нации доброй воли лежит общая воля, которая у Жан-Жака Руссо представляла собой заинтересованность каждого в благополучии всего народа и его способность сместить своего монарха как носителя верховной власти и занять его место. Он определил общую волю (volonté générale) как «истинный интерес» демократии и народа как носителя государственного суверенитета. Нации доброй воли также требуется цель, к которой стремится общая воля. В Швейцарии, например, это максимум политической свободы.

### Федерализм как форма государственного устройства
Одной из важнейших предпосылок нации доброй воли является децентрализованная, построенная снизу демократия, которая функционирует по принципу субсидиарности и предоставляет всем возможным меньшинствам всемерное право на самоопределение. Она предполагает согласие граждан с принципом народного ополчения и готовностью принять ответственность за общественное благо (в форме права голоса на местном собрании депутатов или референдуме, а также участия в органах власти, армии и т. д.).
Теоретик федерализма Пьер-Жозеф Прудон назвал федеративную систему «единственным условием справедливости, порядка, свободы и устойчивости». Каждый политический порядок основывается на дуализме авторитета и свободы: «Авторитет без свободы, которая спорит, сопротивляется или смиряется, — пустое слово; свобода без авторитета, создающего ей противовес, — бессмыслица».
Чтобы привести авторитет и свободу в разумное равновесие, федеративная система применяет идею о политическом договоре. Теория общественного договора (Principes du droit politique, 1751), разработанная Жан-Жаком Бюрламаки, представителем западношвейцарской школы естественного права, была развита Жан-Жаком Руссо в 1762 г. в его труде «Contract social».

Общественный договор по Прудону — это всегда фактически федеративный договор, который должен быть предложен, обсуждён и принят на голосовании. Он проявляет всё своё достоинство, только если является взаимным (как бартер) и имеет чётко ограниченный предмет: гражданин должен получить от государства ровно столько же, сколько он ему подал, и при этом сохранить всю свою свободу, суверенитет и инициативу. 
Существенным признаком федеративного договора, на что я обращаю внимание читателя, является то, что при этой системе договаривающиеся стороны, главы семей, общины, округа, провинции или государства не только признаются взаимно равными, но и сохраняют каждый в отдельности по заключении договора больше прав, свобод, авторитета и достояния, чем ими было уступлено.Прудон
Господство свободы устанавливается при демократии посредством разделения властей. Идея разделения властей по Прудону — одно из важнейших достижений в политической науке. По его мнению, федеративная система — это мирная гарантия не только во внутренней политике, но в отношениях с соседями. Она останавливает не только кипение масс, но и все виды тщеславия и демагогии.

### Политическая культура
Для образования нации доброй воли нужна определённая политическая культура, которая должна постоянно поддерживаться и для развития которой требуются годы. Для этого необходимо желание иметь местное самоуправление с политическим вовлечением граждан, чувством ответственности, готовностью к консенсусу и компромиссу, нейтральную сдержанную внешнюю политику с человеколюбивыми принципами, взаимопонимание и терпимое обращение с языковыми и конфессиональными меньшинствами, предоставляя им больше, чем обычные пропорциональные формальности. Для этого необходима коллективная воля сохранить достигнутое, сохранить независимость и цель нации доброй воли при содействии миру во всём мире и, если потребуется, в случае военной защиты.
Адольф Гассер исследовал политические и этнические принципы конструктивной общественной жизни. По его мнению, европейский либерализм проводит в политике и экономике идею свободы, но застрял в политической практике административного авторитаризма и не смог отойти от бюрократического централизма, поэтому лишь федеративное государство с широкими правами самоуправления общин является гарантией конструктивной общественной жизни.